# Чемпионат России по биатлону 2022/2023
Чемпионат России по биатлону сезона 2022/2023 прошёл в несколько этапов с января по апрель 2023 года. Были разыграны медали в восьми индивидуальных и трёх командных дисциплинах.

## Этапы
- Рыбинск

1. Суперспринт (мужчины, женщины)

- Ижевск «Ижевская винтовка»

1. Индивидуальная гонка (мужчины, женщины)
2. Суперпасьют (мужчины, женщины)
3. Масс-старт (мужчины, женщины)

- Ханты-Мансийск Чемпионат России

1. Спринт (мужчины, женщины)
2. Гонка преследования (мужчины, женщины)
3. Одиночная смешанная эстафета
4. Смешанная эстафета
5. Эстафета (мужчины, женщины)
6. Масс-старт (мужчины, женщины)

- Уват

1. Марафон (мужчины, женщины)

## Результаты
| Гонка                                                                                                | Мужчины | Женщины |
| Суперспринт Рыбинск 1. 16 января 2023 Мужчины: 5 км 2. 16 января 2023 Женщины: 5 км                  | 1. Антон Бабиков 23:19.9 (3) 2. Карим Халили +1.4 (1) 3. Матвей Елисеев +25.1 (1) 4. Евгений Емерхонов 5. Семён Сучилов 6. Дмитрий Абашев Протоколы | 1. Лариса Куклина 27:42.8 (4) 2. Любовь Калинина +39.5 (4) 3. Дарья Нетбай +47.1 (2) 4. Елизавета Каплина 5. Екатерина Носкова 6. Кристина Токарева Протоколы |
| Индивидуальная гонка Ижевск 1. 23 февраля 2023 Мужчины: 20 км 2. 23 февраля 2023 Женщины: 15 км      | 1. Кирилл Бажин 53:14.0 (0) 2. Ильназ Мухамедзянов +58.3 (3) 3. Карим Халили +1:38.7 (3) 4. Евгений Емерхонов 5. Эдуард Латыпов 6. / Даниил Серохвостов Протоколы | 1. Лариса Куклина 47:32.4 (1) 2. Анастасия Шевченко +5.6 (2) 3. Наталья Гербулова +8.0 (2) 4. Тамара Дербушева 5. Ирина Казакевич 6. Анастасия Зенова Протоколы |
| Суперпасьют Ижевск 1. 25 февраля 2023 Мужчины: 7,5 км 2. 25 февраля 2023 Женщины: 6 км               | 1. Александр Поварницын 18:27.7 (1) 2. Карим Халили +7.6 (3) 3. Роман Ерёмин +12.0 (3) 4. Эдуард Латыпов 5. Михаил Первушин 6. Алексей Вагин Протоколы | 1. Тамара Дербушева 20:34.7 (1) 2. Ирина Казакевич +53.4 (5) =3. Екатерина Носкова +1.00.1 (5) =3. Наталья Гербулова +1.00.1 (3) 5. Анастасия Батманова 6. Виктория Сливко Протоколы |
| Большой масс-старт Ижевск 1. 26 февраля 2023 Мужчины: 15 км 2. 26 февраля 2023 Женщины: 12 км        | 1. Ильназ Мухамедзянов 41:24.5 (3) 2. Иван Колотов +21.2 (3) 3. Михаил Первушин +31.0 (1) 4. Дмитрий Иванов 5. Антон Бабиков 6. Петр Пащенко Протоколы | 1. Виктория Сливко 40:53.9 (1) 2. Анастасия Гореева +26.0 (2) 3. Екатерина Носкова +35.2 (3) 4. Полина Шевнина 5. Тамара Дербушева 6. Лариса Куклина Протоколы |
| Спринт Ханты-Мансийск 1. 27 марта 2023 Мужчины: 10 км 2. 27 марта 2023 Женщины: 7,5 км               | 1. Никита Поршнев 26:25.5 (0) 2. / Даниил Серохвостов +10.7 (1) 3. Эдуард Латыпов +18.5 (1) 4. / Максим Цветков 5. Кирилл Бажин 6. Александр Поварницын Протоколы | 1. Наталия Шевченко 24:22.5 (0) 2. Анастасия Егорова +35.6 (0) 3. Анастасия Гореева +1:01.3 (2) 4. / Евгения Буртасова 5. Лариса Куклина 6. Виктория Сливко Протоколы |
| Гонка преследования Ханты-Мансийск 1. 28 марта 2023 Мужчины: 12,5 км 2. 28 марта 2023 Женщины: 10 км | 1. Эдуард Латыпов 36:33.8 (4) 2. Никита Поршнев +1.0 (4) 3. / Максим Цветков +3.3 (1) 4. / Даниил Серохвостов 5. Кирилл Бажин 6. Василий Томшин Протоколы | 1. Наталия Шевченко 30:39.1 (1) 2. Екатерина Носкова +8.6 (1) 3. Виктория Сливко +46.5 (1) 4. Анастасия Гореева 5. Лариса Куклина 6. Анастасия Шевченко Протоколы |
| Одиночная смешанная эстафета Ханты-Мансийск 1. 30 марта 2023 Женщины: 6 км Мужчины: 7,5 км           | 1. Тюменская область-1 36:44.4 (1+5) (Виктория Сливко, Евгений Гараничев) 2. Санкт-Петербург-1 +10.0 (0+7) (Екатерина Юрлова-Перхт, Максим Цветков) 3. Новосибирская область +16.9 (0+11) (Евгения Буртасова, Даниил Серохвостов) Протоколы                                                                  | 1. Тюменская область-1 36:44.4 (1+5) (Виктория Сливко, Евгений Гараничев) 2. Санкт-Петербург-1 +10.0 (0+7) (Екатерина Юрлова-Перхт, Максим Цветков) 3. Новосибирская область +16.9 (0+11) (Евгения Буртасова, Даниил Серохвостов) Протоколы                                                                                          |
| Смешанная эстафета Ханты-Мансийск 1. 30 марта 2023 Женщины: 2x6 км Мужчины: 2x7.5 км                 | 1. ХМАО-1 1:12:42.6 (0+12) (Елизавета Каплина, Екатерина Носкова, Петр Пащенко, Никита Поршнев) 2. Тюменская область-1 +25.5 (0+8) (Любовь Калинина, Ксения Шнейдер, Вадим Истамгулов, Александр Поварницын) 3. ХМАО-2 +41.6 (2+14) (Ксения Довгая, Алина Кудисова, Алексей Вагин, Дмитрий Иванов) Протоколы | 1. ХМАО-1 1:12:42.6 (0+12) (Елизавета Каплина, Екатерина Носкова, Петр Пащенко, Никита Поршнев) 2. Тюменская область-1 +25.5 (0+8) (Любовь Калинина, Ксения Шнейдер, Вадим Истамгулов, Александр Поварницын) 3. ХМАО-2 +41.6 (2+14) (Ксения Довгая, Алина Кудисова, Алексей Вагин, Дмитрий Иванов) Протоколы                         |
| Масс-старт Ханты-Мансийск 1. 1 апреля 2023 Мужчины: 15 км 2. 2 апреля 2023 Женщины: 12,5 км          | 1. Эдуард Латыпов 36:54.2 (2) 2. Никита Поршнев +23.9 (3) 3. Алексей Вагин +30.2 (2) 4. Евгений Емерхонов 5. Карим Халили 6. Матвей Елисеев Протоколы | 1. Ирина Казакевич 40:32.3 (2) 2. Тамара Дербушева +3.7 (0) 3. Екатерина Носкова +10.8 (2) 4. Анастасия Батманова 5. Анастасия Гореева 6. Ксения Довгая Протоколы |
| Эстафета Ханты-Мансийск 1. 2 апреля 2023 Мужчины: 4x7,5 км 2. 1 апреля 2023 Женщины: 4x6 км          | 1. ХМАО-1 1:32:11.6 (0+8) (Дмитрий Иванов, Петр Пащенко, Алексей Вагин, Никита Поршнев) 2. Башкортостан +1:26.3 (1+11) (Алексей Петров, Антон Бабиков, Александр Бабчин, Эдуард Латыпов) 3. ЯНАО +2:51.5 (2+10) (Александр Бектуганов, Рустам Каюмов, Дмитрий Абашев, Александр Попов) Протоколы             | 1. Свердловская область 1:08:54.2 (2+8) (Тамара Дербушева, Ирина Казакевич, Наталия Шевченко, Анастасия Шевченко) 2. Московская область +2:36.4 (1+18) (Полина Шевнина, Юлия Дроздова, Кристина Павлушина, Анастасия Гореева) 3. ХМАО +2:58.3 (6+14) (Елизавета Каплина, Алина Кудисова, Екатерина Носкова, Ксения Довгая) Протоколы |
| Марафон Уват 1. 5 апреля 2023 Мужчины: 40 км 2. 6 апреля 2023 Женщины: 30 км                         | 1. Никита Поршнев 1:56:14.5 (3) 2. Карим Халили +1:16.8 (3) 3. Антон Бабиков +1:33.7 (7) 4. Александр Поварницын 5. Кирилл Бажин 6. Евгений Гараничев Протоколы | 1. Виктория Сливко 1:39:09.1 (4) 2. Анастасия Егорова +2:00.3 (11) 3. Ирина Казакевич +2:47.6 (10) 4. Тамара Дербушева 5. Наталья Гербулова 6. Наталия Шевченко Протоколы |